# Man on the Moon (R.E.M.)
Man on the Moon is een nummer van de Amerikaanse rockband R.E.M. uit 1992. Het is de tweede single van hun achtste studioalbum Automatic for the People. De tekst van het nummer is een hommage aan Andy Kaufman.
"Man on the Moon" werd een bescheiden hit in een aantal landen. In de Amerikaanse Billboard Hot 100 behaalde het nummer de 30e positie. In Nederland haalde het slechts een 4e plek in de Tipparade, toch werd het er wel een radiohit. Het nummer wist de Vlaamse Radio 2 Top 30 wel te bereiken; daar haalde het de 17e positie.
In 1999 werd het lied gebruikt als soundtrack in de gelijknamige film.

## NPO Radio 2 Top 2000
| Nummer met noteringen in de NPO Radio 2 Top 2000 | '09 | '10 | '11 | '12 | '13 | '14 | '15 | '16 | '17 | '18 | '19 | '20 | '21 | '22 | '23  | '24  |
| ------------------------------------------------ | --- | --- | --- | --- | --- | --- | --- | --- | --- | --- | --- | --- | --- | --- | ---- | ---- |
| Man on the Moon                                  | 563 | 613 | 413 | 579 | 501 | 580 | 625 | 558 | 556 | 849 | 897 | 756 | 958 | 933 | 1080 | 1432 |

1. ↑  Een vetgedrukt getal geeft de hoogste notering aan.
2. ↑  2009 was het eerste jaar met een notering voor dit nummer.